# Ślimak (Gdańsk)
Ślimak – leśne wzniesienie morenowe o wysokości 82,8 m n.p.m. w Gdańsku, na granicy dzielnic Strzyży, VII Dworu, Wrzeszcza Górnego, przy granicy Trójmiejskiego Parku Krajobrazowego. Na przedwojennych mapach wzniesienie nie jest oznaczane nazwą, tylko wysokością 83,2 m n.p.m. Masyw morenowy jest silnie wydłużony w osi północ-południe, jego północny odcinek nosi osobną, rzadziej używaną nazwę Bukowa Górka.

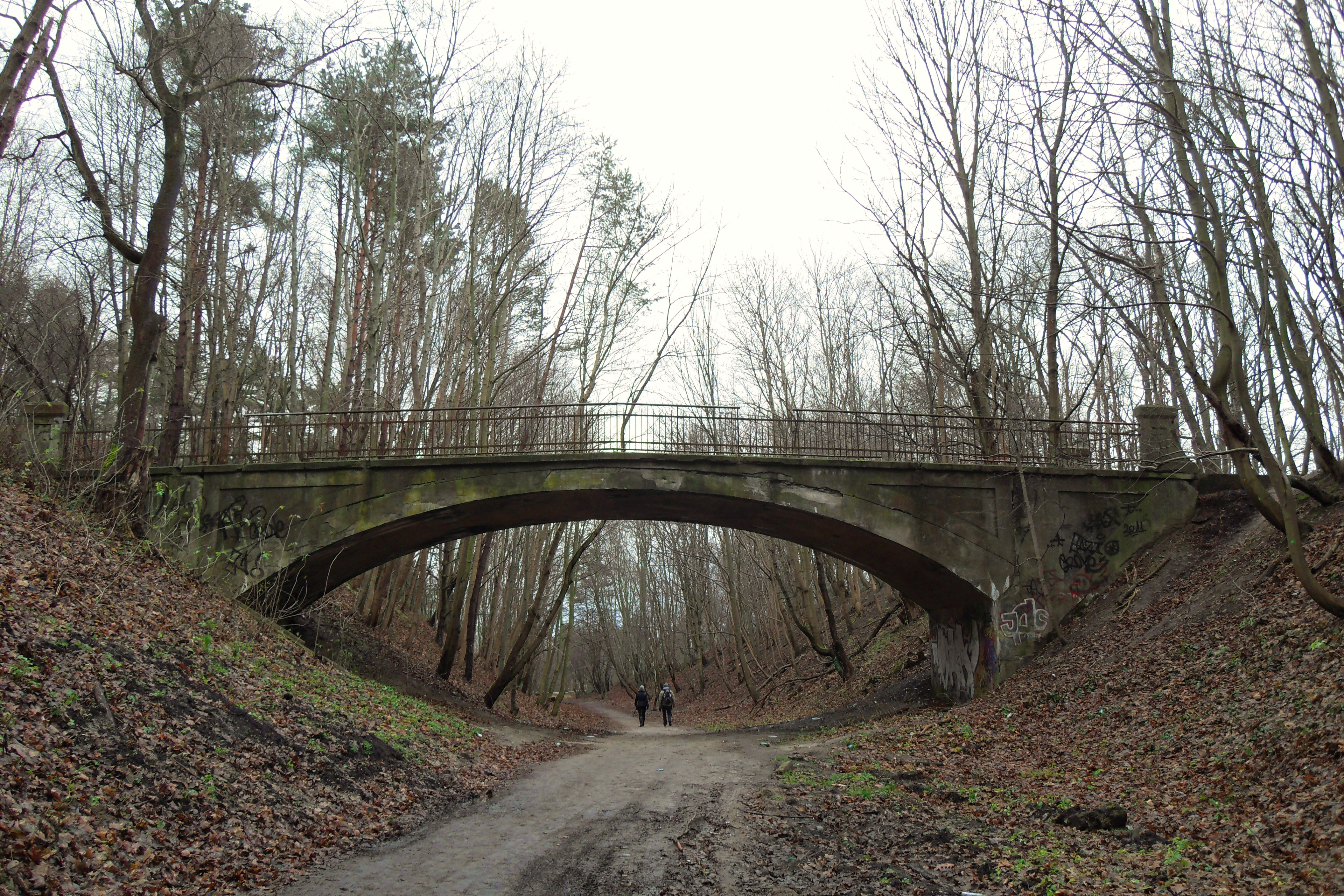
Wiadukt Weisera – jeden z najbardziej znanych zachowanych wiaduktów dawnej kolei, zburzony 5 czerwca 2013 w związku z budową linii PKM

Na południe od wzniesienia w odległości 341 m przebiega ul. Słowackiego, na wschodzie w odległości ok. 150 m znajduje się połączenie ulic Mikołaja Gomółki i Krzysztofa Arciszewskiego (przy ul.  M.Gomółki znajduje się kościół pod wezwaniem Zmartwychwstania Pańskiego), zaś od zachodu wzniesienie ogranicza głęboki przekop, w którym biegła dawna linia kolejowa Gdańsk Wrzeszcz – Stara Piła (obecnie Pomorska Kolej Metropolitalna). Na zachodnim stoku wzniesienia istnieje Wiadukt Weisera, którego nazwa wzięła się od tytułowego bohatera powieści Pawła Huellego Weiser Dawidek. U południowo–zachodniego podnóża znajdują się kościół pod wezwaniem Matki Boskiej Nieustającej Pomocy i przedwojenny Cmentarz Brętowski.